# Kuchibiru
«Kuchibiru» es el undécimo sencillo de la banda japonesa GLAY. Salió a la venta el 14 de mayo de 1997.

## Canciones
1. «Kuchibiru»
2. «Haru wo Ai Suru Hito»
3. «Kuchibiru instrumental»